# 6405 Komiyama
6405 Komiyama eller 1992 HJ är en asteroid i huvudbältet som upptäcktes den 30 april 1992 av de japanska astronomerna Yoshio Kushida och Osamu Muramatsu vid Yatsugatake-Kobuchizawa-observatoriet. Den är uppkallad efter japanen Fukuji Komiyama.
Asteroiden har en diameter på ungefär 6 kilometer och den tillhör asteroidgruppen Flora.